# Nedełczo Nedew
Nedełczo „Nedko” Nedew (bg. Неделчо Недко Недев; ur. 18 września 1948 w Bełosławiu) – bułgarski zapaśnik walczący w stylu klasycznym. Olimpijczyk z Montrealu 1976, gdzie odpadł w eliminacjach w kategorii do 68 kg.
Czwarty na mistrzostwach świata w 1974; piąty w 1973. Złoty medalista mistrzostw Europy w 1980; drugi w 1973 i trzeci w 1979. Trzeci na MŚ juniorów w 1971 roku.